# Groß Köris
Groß Köris is een gemeente in de Duitse deelstaat Brandenburg, en maakt deel uit van het Landkreis Dahme-Spreewald.
Groß Köris telt 2.371 inwoners.